# Rio Alibori
Alibori é um rio do Benim, um dos afluentes do Níger. Flui por 338 km e sua bacia possui área de 13 740 km2.